# Segelfluggelände Oppershausen

i7
i11
i13
Das Segelfluggelände Oppershausen liegt im Ortsteil Oppershausen der Gemeinde Wienhausen im Landkreis Celle in Niedersachsen, etwa einen Kilometer nordöstlich von Oppershausen.

## Flugbetrieb
Das Segelfluggelände ist mit einer 1050 m langen und 30 m breiten Start- und Landebahn aus Gras (Richtung 09/27) ausgestattet. Es besitzt eine Betriebszulassung für Segelflugzeuge, Motorsegler sowie für Motorflugzeuge bis 2000 kg höchstzulässiger Flugmasse zum Zweck des Flugzeugschlepps. Der Start von Segelflugzeugen erfolgt per Windenstart oder Flugzeugschlepp. Flugzeugschleppstarts dürfen ausschließlich durch Mitglieder des Hannoverschen Aero-Club e. V. durchgeführt werden. Der Halter und Betreiber des Segelfluggeländes ist der Hannoversche Aero-Club e. V.